# Parque nacional de Kahuzi-Biega

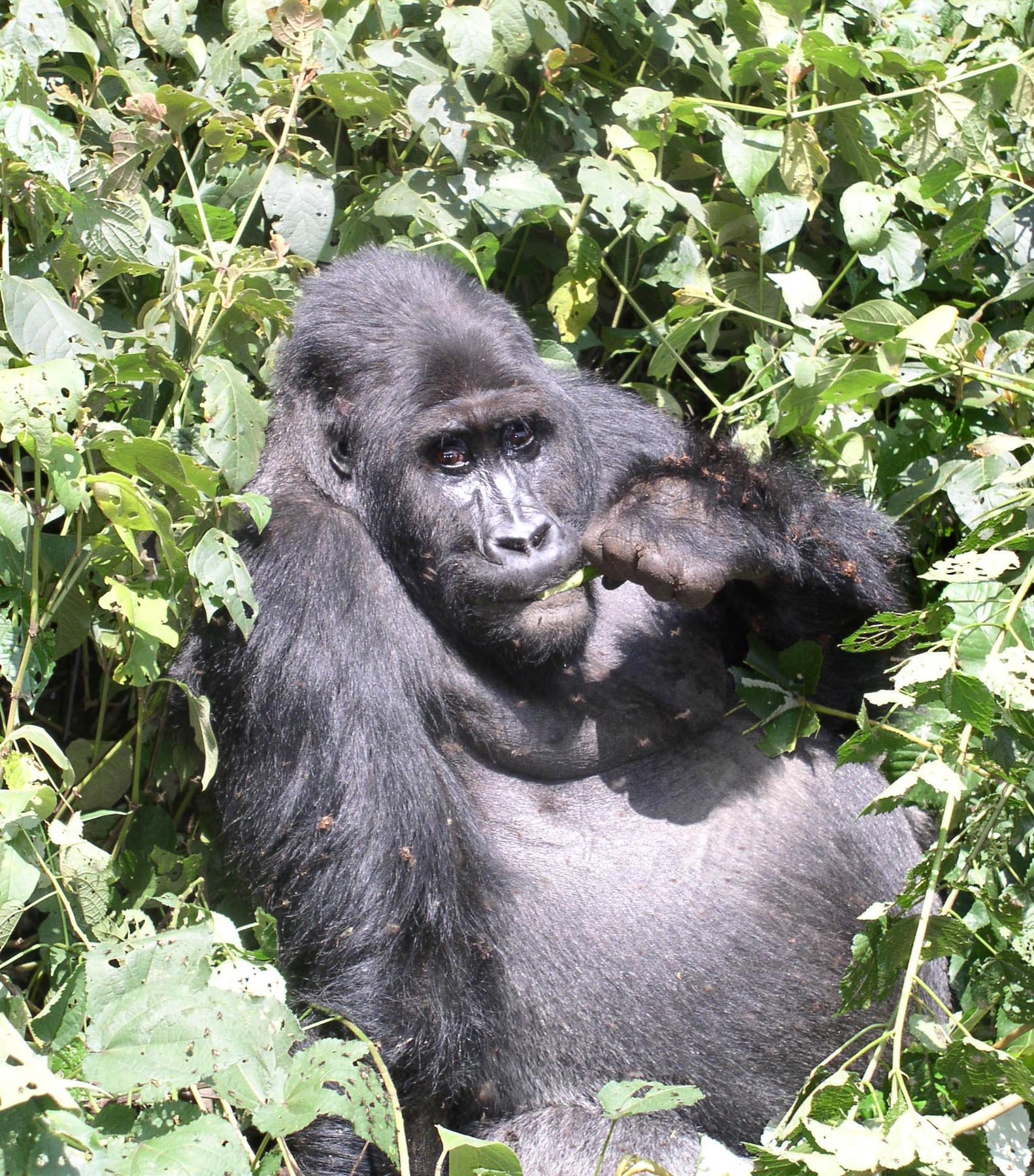
Gorila no Parque Nacional.

O parque nacional de Kahuzi-Biega está na República Democrática do Congo, 50 km a oeste da cidade de Bukavu, na região de Kivu, perto do lado ocidental do lago Kivu e da fronteira com o Ruanda.
É uma vasta área de floresta tropical primária dominada por dois vulcões extintos, o Kahuzi e o Biega, e com uma grande variedade de fauna e flora, incluindo um dos últimos grupos de gorilas-do-ocidente. Patrimônio da Humanidade da UNESCO desde 1980
O Parque, também, abriga a subespécie Cercopithecus hamlyni kahuziensis